# Siegeloblate

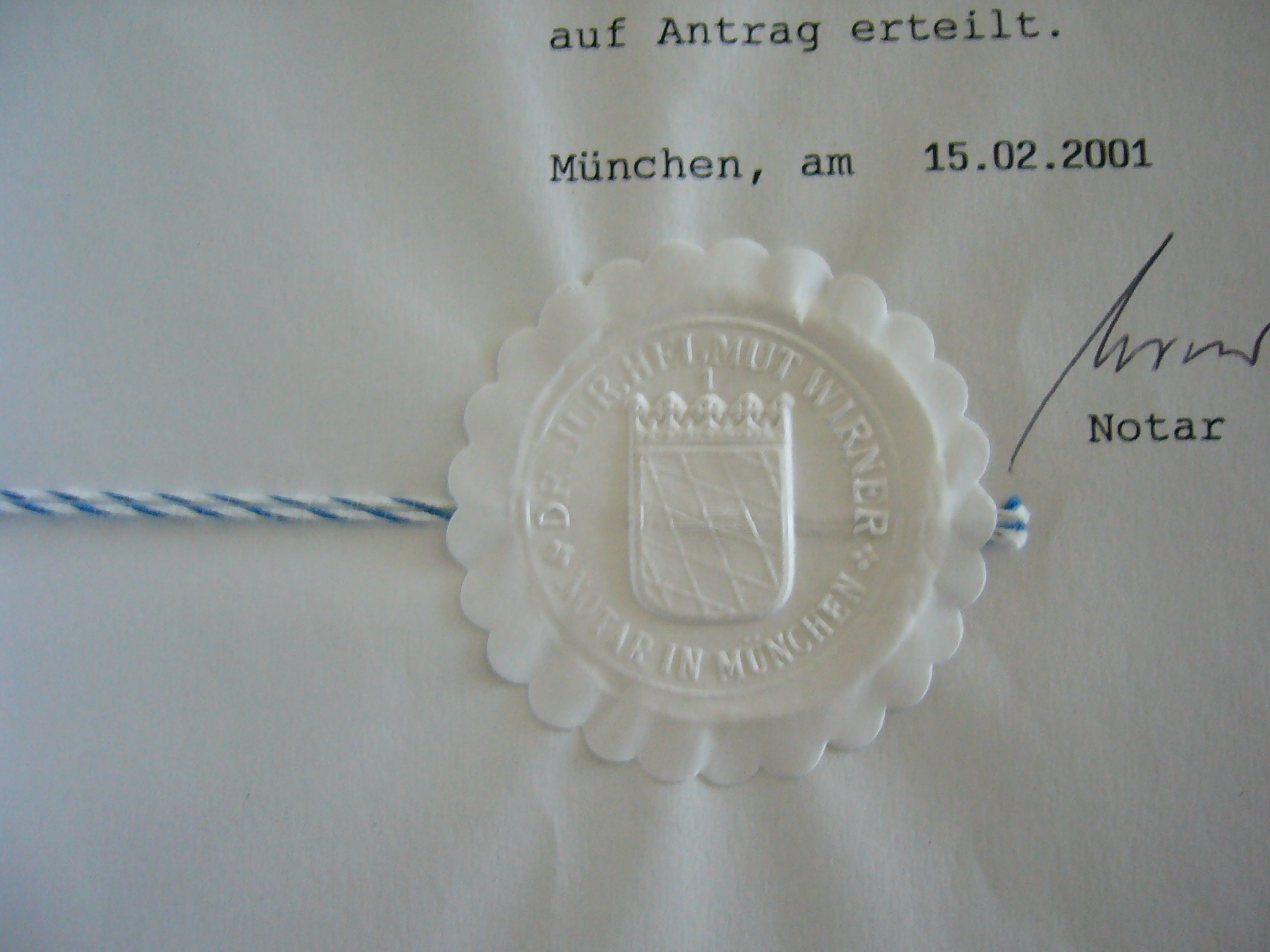
Geprägtes Dienstsiegel (Notar in Bayern)

Eine Siegeloblate ist ein Hilfsmittel der notariellen Beurkundung und wird von vielen Notaren in Deutschland anstatt Wachs zur Anbringung des Prägesiegels an öffentliche Urkunden verwendet.
Der Notar klebt damit ein Siegelblatt (Siegelstern) und bei mehrseitigen Dokumenten die Schnur auf dem Papier fest. Zuerst werden die Seiten gelocht und auf eine Schnur (meist in den Landesfarben) aufgezogen. Die Schnur wird anschließend verknotet und auf ihre Enden wird der Siegelaufkleber, hier die befeuchtete Oblate, und darauf das Siegelblatt aufgeklebt. Im noch feuchten Zustand wird mit der Siegelpresse das Amtssiegel des Notars in die Oblate eingeprägt.
Getrocknet ist ein solches Siegel sehr sicher – die Oblate würde bei Manipulation zum Zwecke der Urkundenfälschung sofort brechen (Siegelbruch).
Siegeloblaten waren früher weit verbreitet und in verschiedenen Farben erhältlich; dabei wurden zum Teil giftige Farben verwendet, zum Teil aber auch ungiftige, weil die Oblaten mit der Zunge angefeuchtet oder sogar gegessen wurden. Heute bieten Händler für Notar- und Anwaltsbedarf zumindest auf dem deutschen Markt noch weiße Siegeloblaten von etwa 4 cm Durchmesser an.